# Leif Erland Andersson
Leif Erland Andersson (1944 – 1979) è stato un astronomo svedese.

## Biografia
Leif Andersson studiò all'Università di Lund, ma ricevette una borsa di studio per un osservatorio in Sicilia nel 1968. Dopo questa esperienza, andò all'Università dell'Indiana per il suo Ph.D.. In seguito, lavorò al Lunar & Planetary Laboratory all'Università dell'Arizona a Tucson. Andersson calcolò che i primi transiti osservabili di Plutone e Caronte sarebbero avvenuti nei primi anni Ottanta, ma non visse abbastanza per vederli.
Andersson è ricordato in Svezia anche come bambino prodigio, infatti vinse per due volte il telequiz 10.000-kronorsfrågan; la prima volta aveva 16 anni.
Nel 1973, Andersson sposò Gloria Ptacek alla Beck Chapel dell'Università dell'Indina. Morì nel 1979, a soli 35 anni per un linfoma. Dopo la sua morte gli è stato dedicato il cratere Andersson sulla faccia nascosta della Luna.